# Piss-Screen
Piss-Screen je německá závodní počítačová hra z roku 2006. Je rozšířena po různých frankfurtských barech, klubech a kavárnách.

## Princip hry
Hra se ovládá proudem moči. Ovládání hry je zabudované v pisoáru a hráč ji sleduje na LCD monitoru před sebou. Hra se automaticky zapne, když hráč začne močit. Směr vozidla určuje hráč směřováním proudu moči. Pokud hráč nezvládne řízení a hru zakončí nehodou, je upozorněn, že by neměl sám řídit a raději si zavolat taxík. Autoři se snaží touto cestou snížit počet dopravních nehod způsobených konzumací alkoholu ve Frankfurtu.